# Hope (Maine)
Hope es un pueblo ubicado en el condado de Knox en el estado estadounidense de Maine. En el Censo de 2010 tenía una población de 1.536 habitantes y una densidad poblacional de 24,84 personas por km².

## Geografía
Hope se encuentra ubicado en las coordenadas 44°14′27″N 69°11′21″O / 44.24083, -69.18917. Según la Oficina del Censo de los Estados Unidos, Hope tiene una superficie total de 61.84 km², de la cual 56.88 km² corresponden a tierra firme y (8.03%) 4.97 km² es agua.

## Demografía
Según el censo de 2010, había 1.536 personas residiendo en Hope. La densidad de población era de 24,84 hab./km². De los 1.536 habitantes, Hope estaba compuesto por el 96.81% blancos, el 0.13% eran afroamericanos, el 0.78% eran amerindios, el 0.65% eran asiáticos, el 0% eran isleños del Pacífico, el 0.07% eran de otras razas y el 1.56% pertenecían a dos o más razas. Del total de la población el 0.98% eran hispanos o latinos de cualquier raza.